# Erigone clavipalpis
Erigone clavipalpis är en spindelart som beskrevs av Alfred Frank Millidge 1991. Erigone clavipalpis ingår i släktet Erigone och familjen täckvävarspindlar.
Artens utbredningsområde är Peru. Inga underarter finns listade i Catalogue of Life.